# Los Desastres de la Guerra
Los Desastres de la Guerra, conhecido em português como Os Desastres da Guerra, é uma série de 82 gravuras do pintor espanhol Francisco de Goya, realizada entre 1810 e 1815. O horror da guerra é amostrado especialmente cru e penetrante nesta série. As estampas detalham as crueldades cometidas na Guerra da Independência Espanhola.
Em vida de Goya somente foram impressos dois jogos completos das gravuras, um deles obsequiado ao seu amigo e crítico de arte Ceán Bermúdez, mas permaneceram inéditos. A primeira edição apareceu em 1863, publicada por iniciativa da Real Academia de Belas-Artes de São Fernando. Seguiram outras em 1892, 1903 e 1906.

## Datação

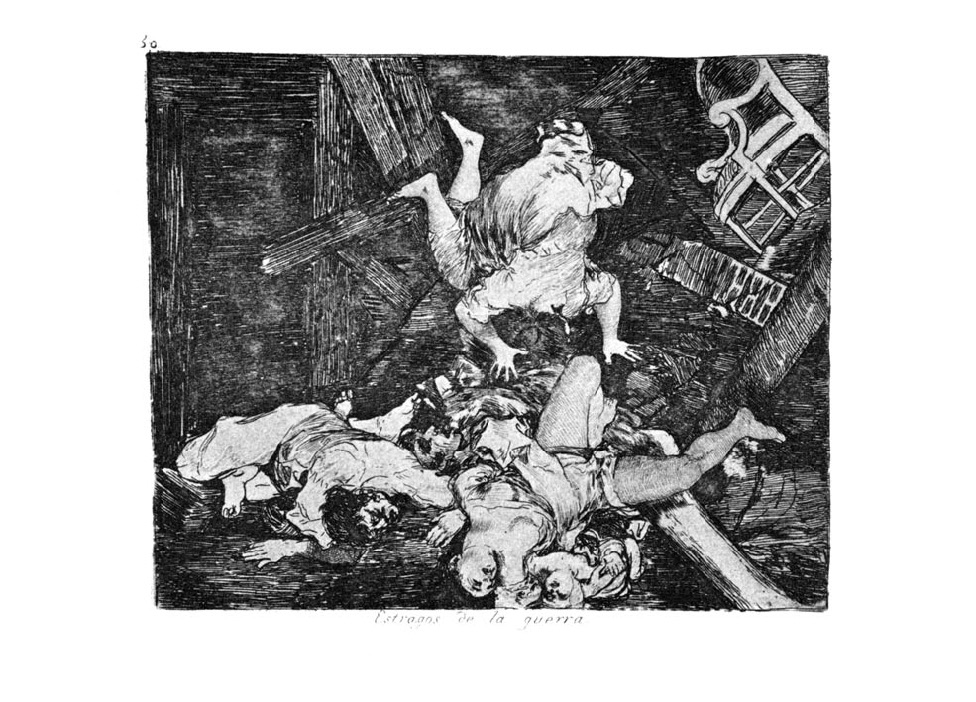
Os desastres da guerra, nº 30: "Estragos da guerra". A estampa foi vista como um precedente do Guernica pelo caos compositivo, a mutilação dos corpos, a fragmentação de objetos e aprestos situados em qualquer lugar da gravura, a mão cortada de um dos cadáveres, a desmembração dos seus corpos e a figura do menino morto com a cabeça invertida, que recorda ao que aparece sustentado pela sua mãe à esquerda da obra capital de Picasso.

Goya, que vivia em Madrid, empreendeu uma viagem para Saragoça entre 2 e 8 de Outubro de 1808, por encomenda do general Palafox para conhecer e representar os acontecimentos dos Sítios de Saragoça. No transcurso deste trajeto pôde contemplar cenas de guerra que se refletem também em outros quadros como Fabricação de pólvora na Serra de Tardienta e Fabricação de balas na Serra de Tardienta, cuja execução é contemporânea à série dos Desastres da Guerra.
Desde outubro de 1808, Goya desenhou rascunhos preparatórios (conservados no Museu do Prado) e, a partir destes, sem introduzir modificações de importância — embora leves variações tenham feito desaparecer elementos anedóticos em favor de uma maior universalização e melhorado a composição, ao mesmo tempo em que recusavam os aspectos convencionais da morte heroica —, começou a gravar as pranchas em 1810, ano que aparece em várias delas.
Quanto à data da sua conclusão, Jesusa Vega analisou a qualidade do papel e das pranchas utilizados e conclui que são de ínfima qualidade, o que não sucede na Tauromaquia e em Los disparates e, portanto, a data de terminação das estampas tem que ser a de 1815, pois foi neste arco temporário que Goya teve dificuldades para encontrar melhores qualidades técnicas.
Assim, o quadro temporal dos "Desastres da Guerra" abrange os acontecimentos ocorridos na Espanha entre 1808 e 1815, data em que é considerado concluído. O fato de não terem sido publicados durante esses anos pode ser atribuído, segundo Nigel Glendinning, à feroz crítica que as últimas estampas fazem ao regime absolutista.

## Técnica empregada
A técnica utilizada é a água-forte, com alguma contribuição de ponta seca e aguada. Apenas usa Goya a água-tinta, que era a técnica majoritariamente empregada em Los Caprichos, devido provavelmente também à precariedade dos meios materiais da série dos Desastres, que foi executada na época da guerra.

## Temas e estrutura
As estampas tiveram inicialmente o propósito de constituir um álbum patriótico, em consonância com a encomenda de Palafox, mas, conforme adiantava seu trabalho Goya ampliou os temas para abordar toda classe de desgraças e acontecimentos da guerra provenientes de quaisquer dos dois bandos, pois em muitas das estampas não é possível identificar quem são os autores dos horrores. Mesmo se achega à situação política do pós-guerra nas últimas estampas, como as dos denominados "Caprichos enfáticos". 

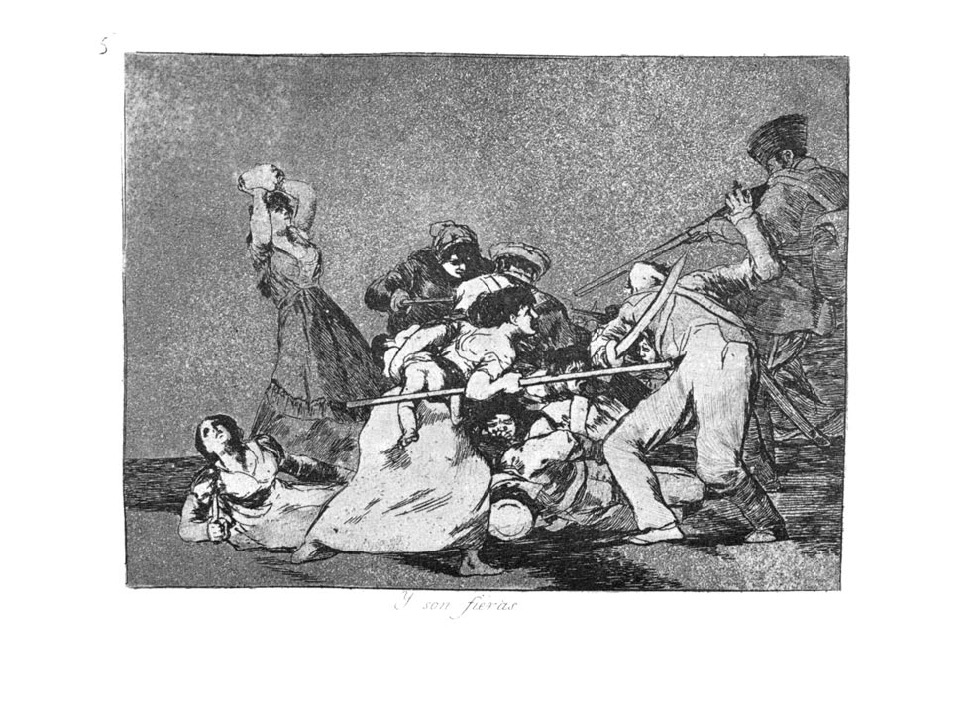
Os desastres da guerra, nº 5: "E são feras". Uma das primeiras estampas da série amostra a participação corajosa da mulher na guerra, mesmo uma delas sustentando no outro braço o seu filho.

A coesão temática dos Desastres, na qual não se apreçam descontinuidades temporárias entre os assuntos das suas três partes, viria a confirmá-lo. Estas são:
- Primeira parte (estampas 1 a 47), com estampas centradas na guerra.
- Segunda parte (estampas 48 a 64), centrada na fome, quer seja consequência dos Sítios de Saragoça de 1808 quer da carestia de Madrid entre 1811 e 1812.
- Terceira parte ou "Caprichos enfáticos" (estampas 65 a 82), que se referem ao período absolutista após o regresso de Fernando VII. Nesta seção abunda a crítica sociopolítica e o uso da alegoria mediante animais.

Por outro lado, Glendinning (1993) assinala que toda a série guarda uma coerência estrutural baseada em conexões temporárias, causais, analogias e contrastes.
Desse jeito, assim como sucedia em Os Caprichos, Goya estabelece relações temáticas entre as diferentes estampas, e disso são amostra as epígrafes, pois que algumas carecem de completitude se não se têm em conta os que aparecem na ou as estampas anteriores. Assim, a estampa número 10, intitulada "Também não" não se entende sem a número 9 "Não querem", na qual vemos a um soldado francês forçando uma mulher. Também na estampa "Também não" as mulheres que estão sendo violadas "não querem" sê-lo. A continuidade do assunto está presente na sequência dos textos escritos ao pé. E não acaba aqui, pois a número 11, "Nem por essas", completa a trilogia de mulheres violentadas.
Em outros casos dão-se relações de causa-efeito ou de continuidade narrativa no tempo. Um grupo de estampas (da 2 à 11) mostram a violência, e a partir da 12 ("Para isso nascestes") abundam as cenas de mortos ou justiçados ou de deslocados que fogem da guerra nas estampas 44 ("Eu vi-o") e 45 ("E isto também"), onde, por certo, além de ratificar o supradito com respeito à continuidade das epígrafes, Goya afirma, com eles, que é testemunha presencial dos feitos, que age como um "repórter" sobre o terreno.

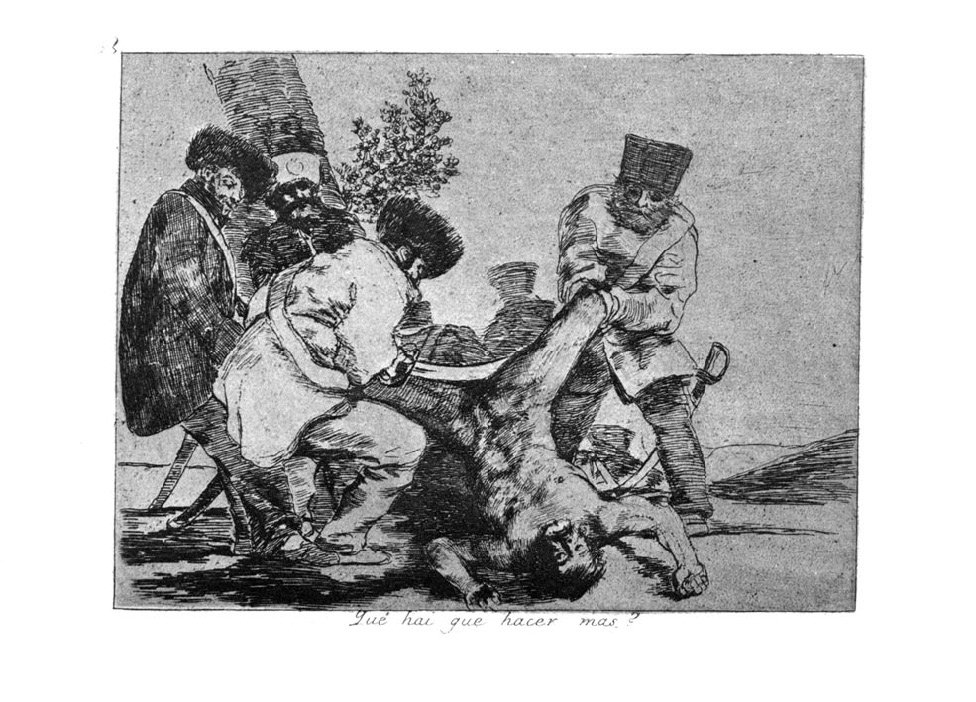
Os desastres da guerra, nº 33: "Que se tem de fazer mais?". Goya reflete na sua obra gráfica a brutalidade e barbárie a que se chegou na Guerra da Independência Espanhola.

Além da unidade, o gravador aragonês destaca-se também pela variação dos temas. Assim os mortos podem ser caídos em ação de combate (onde se destaca o valor da mulher, como nos números 4 "As mulheres dão valor" e 5 "E são feras"; ou a conhecida número 7, "Que valor!", que representa a Agustina de Aragão ou a Manuela Sancho disparando o canhão.
A maioria das estampas da primeira parte representa justiçados, uns sem procedimento legal algum ("Com ou sem razão", nº 2; "O mesmo", nº 3; "Por quê?", nº 32); outros após uma justiça sumária ("Por uma navalha", nº 34 e "Não se pode saber por que", nº 35, ao que se segue o enforcado de "Também não", n º 36); e mesmo cruelmente linchados, como em "Populacho" (nº 28), esquartejados na 33 "Que se tem de fazer mais?", ou empalados na nº 37 ("Isto é pior").
A partir da estampa 48 as mortes devem-se às consequências que a guerra tem na sociedade. Há falecidos por causa da doença, o frio e a inanição: "Ao cemitério" (nº 56), "Carretadas para o cemitério" (nº 64); congelados em "As camas da morte" (nº 62) e, talvez por todas estas causas juntas, "Mortos recolhidos" (nº 63).
A morte é o tema mais constante em todas suas formas e circunstâncias. Todos compartilham a condição de vítimas, desde os franceses perante as mulheres ou o populacho, até os freires ("Isto é mau", nº 46 e "Assim sucedeu", 47), se bem que não aparecem entre estas dignidades eclesiásticas, classes dirigentes, nem alta burguesia; mais bem ao contrário, gozam de tratos de favor, como se pode observar na número 61, onde "Se são de outra linhagem", vêem-se favorecidos pelas autoridades francesas.
Esta linha de denúncia política será a predominante na terceira parte a partir da estampa 65, no segmento denominado "caprichos enfáticos", onde o assunto traslada-se à crítica das classes sociais aditas ao novo regime absolutista imperante. Assim, critica-se a devoção por relíquias e imagens nas estampas número 66 e 67 respectivamente: "Estranha devoção!" e "Esta não o é menos" ou os novos sequazes da restauração absolutista na Espanha em "Contra o bem geral" (nº 71).

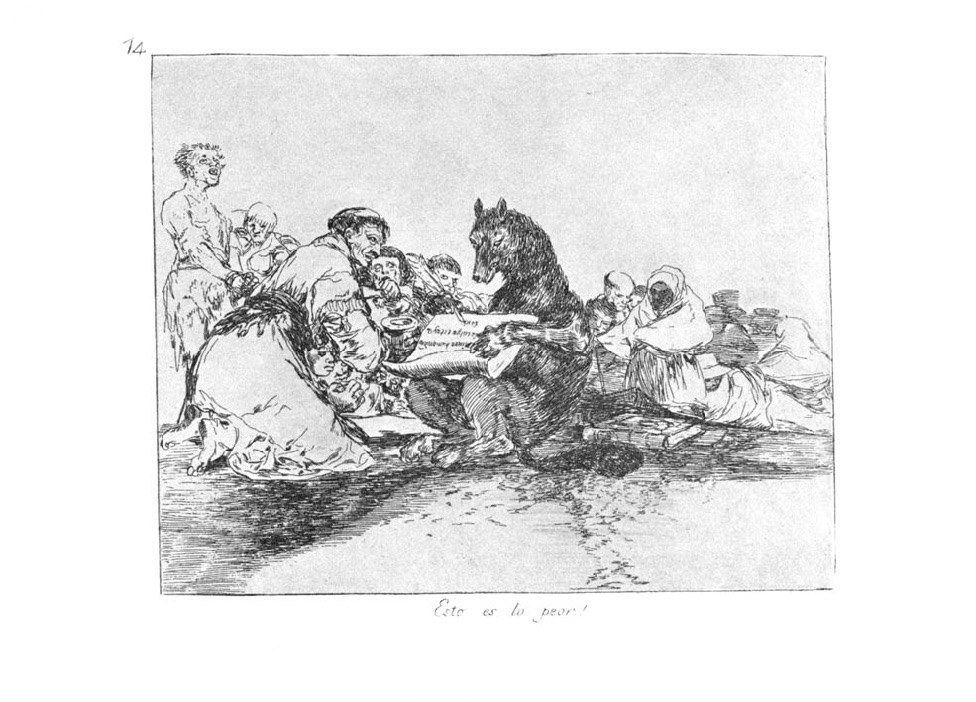
Os desastres da guerra, nº 74: "Isto é o pior!". Um lobo escreve "Mísera humanidade a culpa é tua. Casti" que remete ao escritor italiano Giambattista Casti, autor do poema Gli animali parlanti (Os animais parlantes), traduzido para o espanhol em 1813, em que aparece o verso "Schiava humanità, la colpa è tua" (XXI, 57).

Muitas destas últimas gravuras têm caráter alegórico, embora sua interpretação fosse um enigma até 1978. Nesse ano Glendinning, publica "A Solution to the Enigma of Goya's 'Emphatic Caprices', ns 65-80 of The Disasters of War" (Uma solução ao enigma dos "caprichos enfáticos" n. 65 a 80 de Os desastres da guerra de Goya) e ali mostrou a relação entre as estampas 65-80 (os chamados "Caprichos enfáticos") e a obra Gli animali parlanti do poeta italiano Giambattista Casti, a quem Goya retratou num quadro conservado no Museo Lázaro Galdiano. Este livro foi traduzido para o espanhol em 1813 por Francisco Rodríguez de Ledesma. Como prova aduz que na estampa nº 74, intitulada "Isto é o pior!", um lobo escreve a frase "Mísera humanidade a culpa é tua. Casti", que remete ao último verso da estrofe 57 do canto XXI do poema italiano, que reza "Schiava umanità, la colpa è tua". Na sua obra, Casti arremete contra a corrupção do poder, a hipocrisia, o favoritismo ou a ausência de liberdades e seus protagonistas são animais. Na obra do poeta italiano o lobo é o sequaz da monarquia, o cavalo representa o constitucionalismo e os cães caracterizam as facções revolucionárias. A coruja é alegoria do estamento eclesiástico e o vampiro dos maus conselheiros. Todos estes animais aparecem nas gravuras da terceira parte de Os desastres da guerra. Na série goyesca, os lobos representariam os partidários do absolutismo, o cavalo que "Se defende bem" da estampa 78 os liberais, e em geral os monstruosos pássaros próximos a abutres (visível em "O abutre carnívoro", estampa nº 76), ou enormes bestas informes (o "Fero monstro!" da estampa 81, atulhado de cadáveres humanos que rebordam as suas fauces) figuram os que se aproveitarão do resultado da guerra.
Em todo caso, e como transluzem as gravuras finais na sua extensão original de oitenta estampas ("Morreu a Verdade", nº 79 e "Se ressuscitará?", nº 80) a grande vítima da guerra é a Verdade. De qualquer maneira, na estampa 82 —"Isto é o verdadeiro"— e a jeito de epílogo, alumbra a esperança na união do povo camponês, símbolo do trabalho produtivo, e a figura da Verdade.
Os desastres da guerra supõem uma visão da guerra na qual a dignidade heroica desapareceu, uma das características da visão contemporânea dos conflitos. O único que aparece em Goya é uma série de vítimas, homens e mulheres sem atributos de representação, que sofrem, padecem e falecem numa gradação de horrores. Trata-se de uma visão de denúncia das consequências sofridas pelo homem em tanto que ser civil, despojado de simbologia e parafernália bélica. Neste senso pode-se ver como uma obra precursora das reportagens de guerra da imprensa atual comprometida com as catástrofes humanitárias.

## Galeria de gravuras

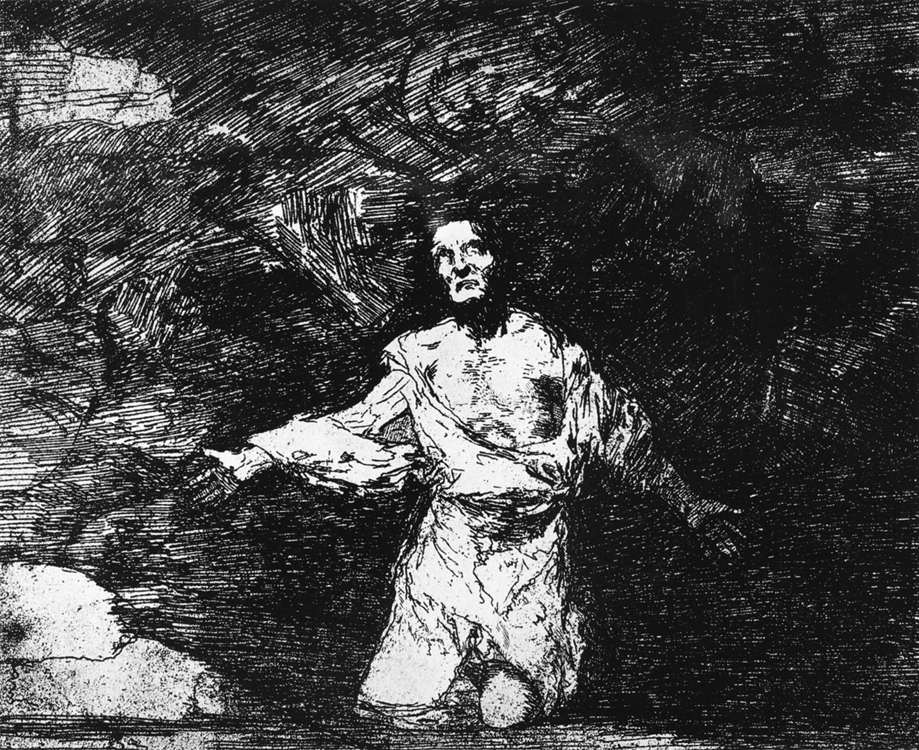
Tristes premonições do que tem que acontecer
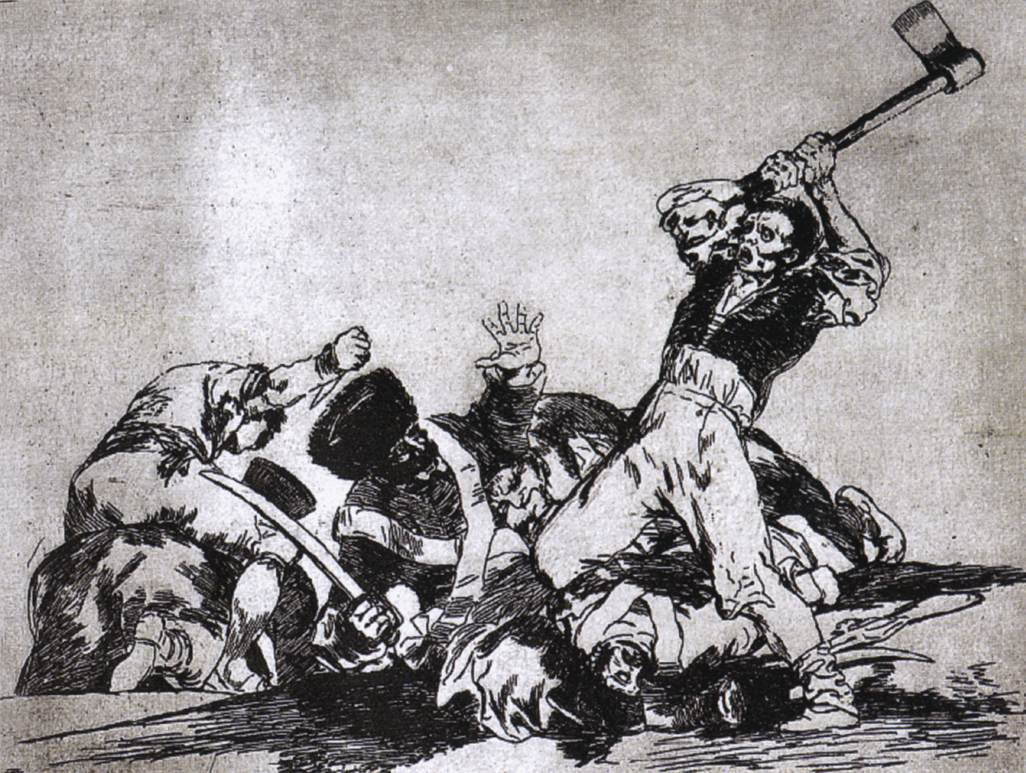
O mesmo
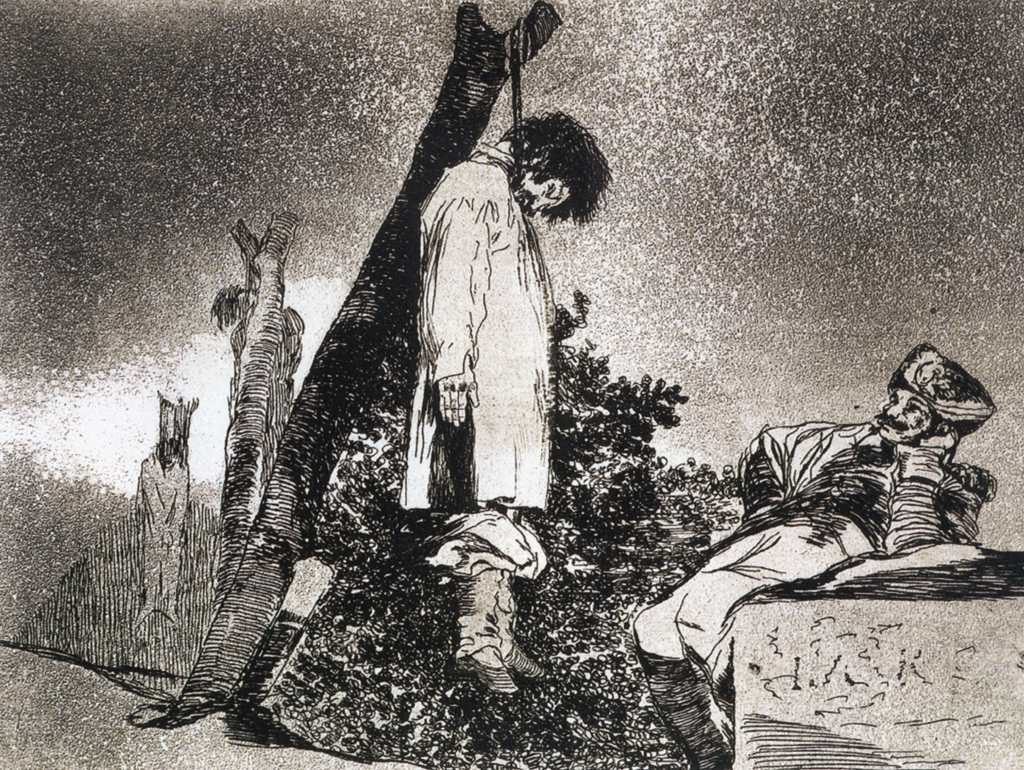
Aqui também não
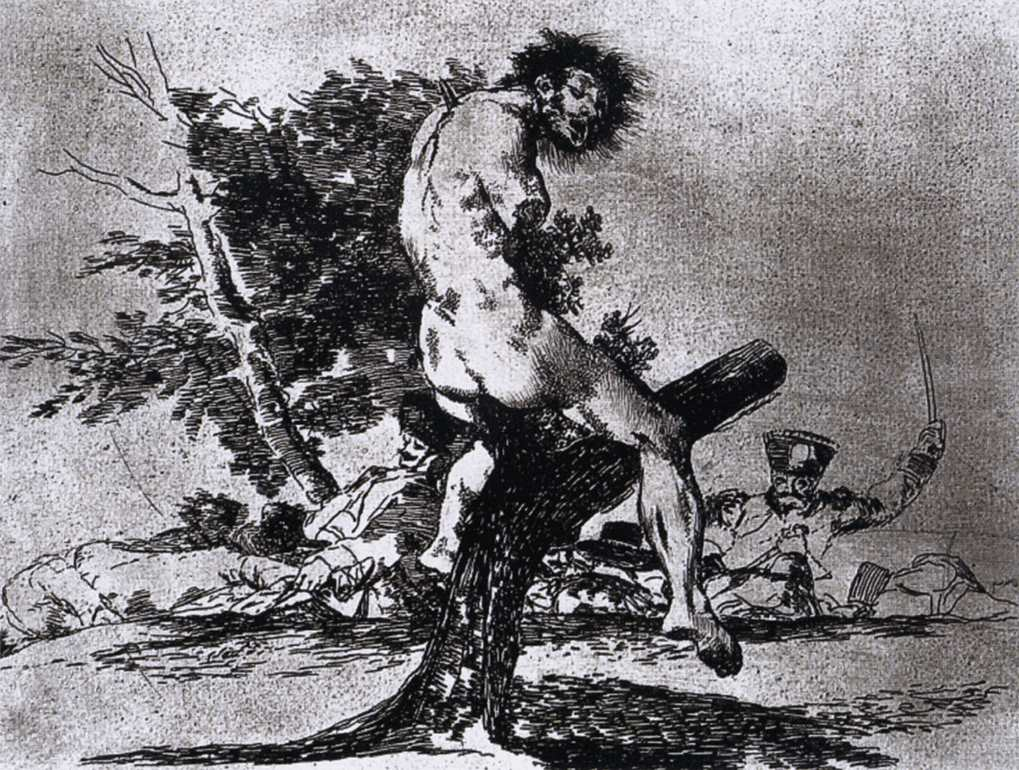
Isto é pior
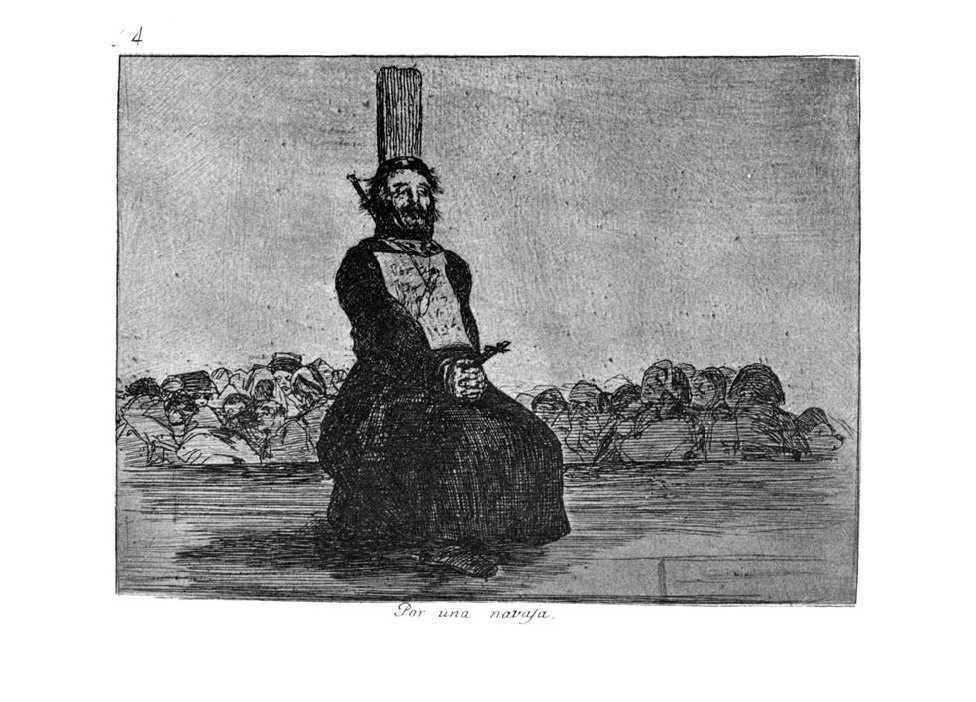
Por uma navalha
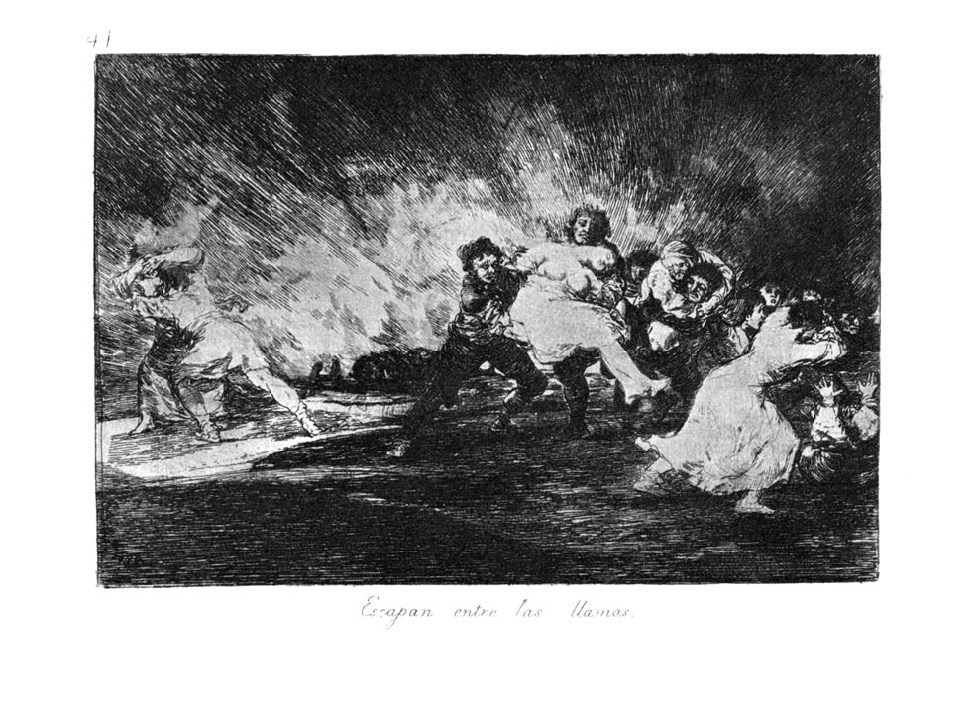
Escapam entre as chamas
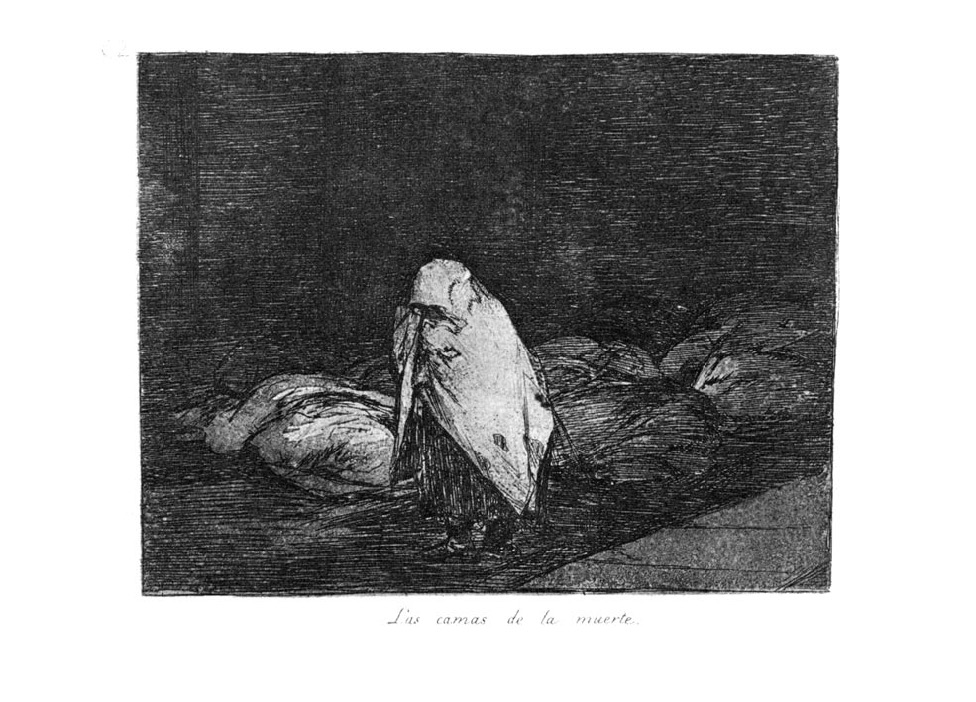
As camas da morte
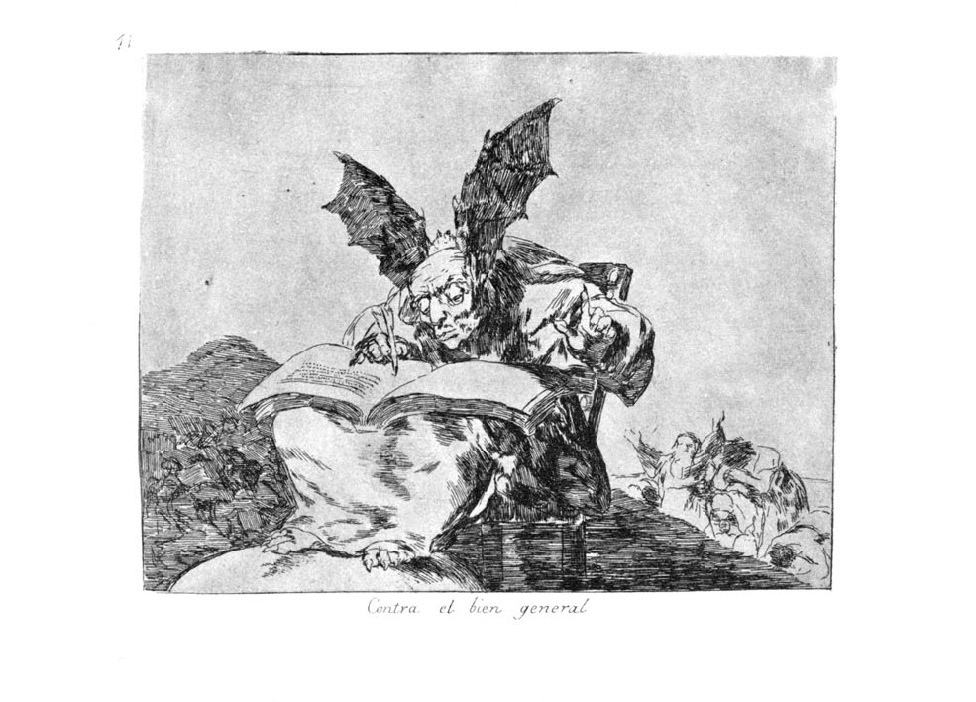
Contra o bem geral